# جزر دوريو
جزر دوريو (الاسم العلمي:Daucus durieua) هو نوع من النباتات يتبع جنس الجزر من الفصيلة الخيمية.